# Nationaal park Theth
Het nationaal park Theth (Thethi) (Albanees: Parku Kombëtar i Thethit) was tot 2022 een nationaal park in de Albanese Alpen in Albanië. Het park werd opgericht in 1966 en besloeg 26,30 vierkante kilometer rond het dorp Theth in de stad (bashki) Shkodër. Het landschap bestaat uit bergen (Radoines (2570 m), Arapit (2217 m), Paplukës (2569 m), Alisë (2471 m)), bossen (beuk, Bosnische den, Macedonische den, grove den) en valleien. Het langeafstandswandelpad Peaks of the Balkans Trail loopt door het gebied.  
In 2022 werd het park samengevoegd met nationaal park Valbonëdal tot nationaal park Alpet e Shqipërisë. Het park sluit aan op het nationaal park Prokletije in Montenegro en het nationaal park Bjeshkët e Nemuna in Kosovo. In het park komen verschillende diersoorten voor, waaronder bruine beer, gems, ree, lynx, auerhoen, everzwijn, steenarend.